# Bataille du pont de Stirling
Première guerre d'indépendance de l'Écosse
Batailles
La bataille du pont de Stirling (en anglais : Battle of Stirling Bridge ; en gaélique écossais : Blàr Drochaid Shruighlea) constitue une des batailles des guerres d’indépendance de l’Écosse. Le 11 septembre 1297, les armées d'Andrew de Moray et de William Wallace affrontent celles de Jean Ier de Warenne, 6e comte de Surrey, leur infligeant une défaite.

## La bataille
Les Écossais étaient environ 1 900 piquiers, 400 archers, et 180 chevaliers et cavaliers légers. Les Anglais possédaient 6 350 soldats à pied (dont la plupart étaient aussi archers) et 350 cavaliers lourds. Andrew de Moray et son capitaine William Wallace reviennent d’assiéger Dundee et se positionnent sur les hauteurs d'Abbey Craig, au nord de Stirling. Hugh de Cressingham et Jean Ier de Warenne veulent saisir la chance de lui barrer la route du retour vers ses bases de l'ouest à Stirling. Les forces anglaises cherchent alors à traverser le seul et étroit pont qui traversait la rivière les séparant des troupes écossaises pour engager le combat.
Alors que les Anglais menés par Hugh de Cressingham traversent le pont, ils rencontrent un sol marécageux et avancent avec difficulté vers les Écossais. La tactique de Wallace est alors d’attendre qu’un nombre suffisant d’Anglais aient traversé le pont pour ordonner deux charges : la première contre le gros des troupes anglaises et la seconde dans le but de couper la route à toute retraite. Les troupes écossaises piègent et anéantissent l’avant-garde anglaise, la cavalerie se révélant inefficace sur sol marécageux, elle est également décimée. Le pont s’écroule au passage de la seconde charge écossaise, provoquant la fuite des troupes anglaises restantes. Les Écossais subissent assez peu de pertes, mais la mort d'Andrew de Moray à la suite de ses blessures a un impact négatif sur les forces de William Wallace.

## Conséquences

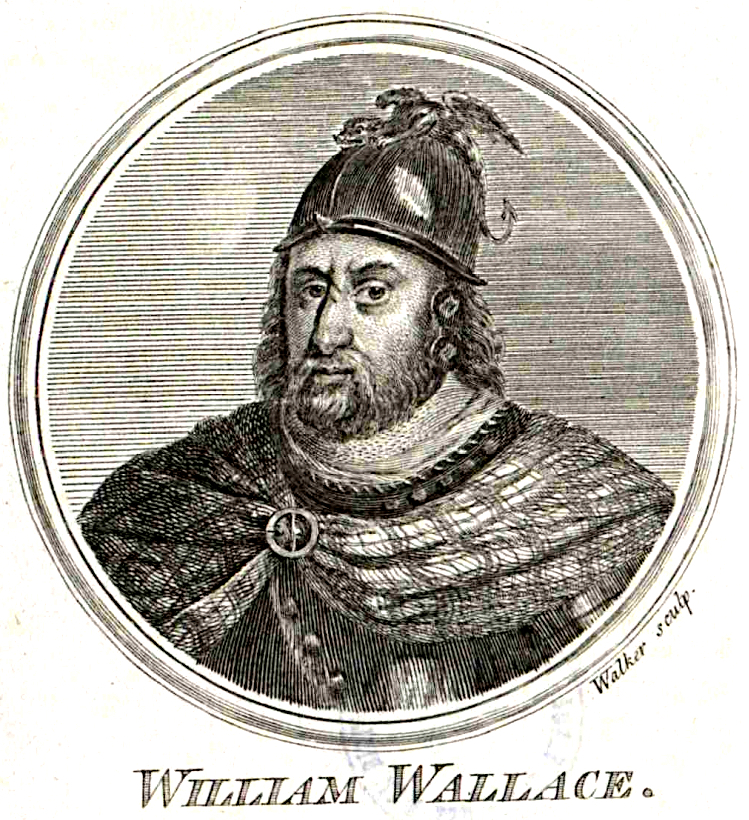
Commandant du mouvement de résistance de 1296, William Wallace dirige l'Écosse un court moment.

La victoire à la bataille du pont de Stirling est le début d’une série de victoires qui donnèrent à William Wallace le soutien des nobles écossais, ce qui mena rapidement à la chute quasi totale de toutes les places fortes tenues par les Anglais.

## Représentation dans les arts
En 1995, le film Braveheart montre et mentionne largement cette bataille. Cependant, le film s'éloigne fortement de la réalité historique. D'ailleurs, la scène de la bataille ne comporte aucun pont. Les producteurs du film voulaient à l'origine mettre le pont dans les scènes de la bataille, mais furent contraints d'abandonner l'idée faute de sites de tournage adéquats, et de manque de fonds pour construire un pont spécialement pour le film.
La bataille de Stirling est reprise dans le jeu Age of Empires II: The Age of Kings ; mais là non plus, le pont n'apparaît pas, il est seulement mentionné dans la cinématique de fin du niveau. Il apparaît cependant dans la Definitive Edition.
Aujourd'hui, un monument surplombant la vallée dans laquelle eut lieu la confrontation commémore le soulèvement du peuple écossais personnifié par William Wallace (The Wallace Monument).
Le groupe de chanteurs corses Vitalba a intitulé un de leurs titres Stirling Bridge en hommage à ladite bataille.